# سازمان هرمسی پگاه زرین
سازمان هرمسی پگاه زرین (انگلیسی: Hermetic Order of the Golden Dawn) یا به صورت خلاصه پگاه زرین (انگلیسی: Golden Dawn)، سازمانی بود که در قرن ۱۹ و ۲۰ به مطالعه متافیزیک و علوم خفیه می‌پرداخت. این سازمان که به عنوان یک سازمان سحرآمیز شناخته می‌شد در انگلستان فعال بود. بسیاری از فلسفه‌های مدرن سحر نظیر تلما و ویکا از نوشتارهای پگاه زرین ناشی شده‌اند.

طلسم زمین (پنتاکل) در پگاه زرین.

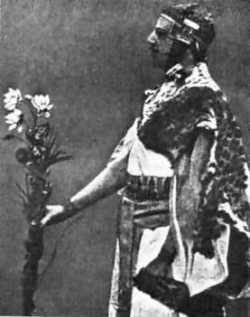
ساموئل لیدل مک گرگور مترز در لباس مصری.

سه مؤسس این سازمان ویلیام رابرت وودمن، ویلیام وین وستکات و ساموئل لیدل مکگرگور مترز فراماسون بودند و در سازمان مخفی رز-صلیب عضو بودند. وستکات نیروی اصلی ایجادکننده این سازمان بود. پگاه زرین مانند لژهای فراماسونری عمل می‌کرد با این تفاوت که زنان نیز مانند مردان اجازه عضویت داشتند. سازمان در ابتدا سه مرحله داشت، مرحله اول به قبالای هرمسی و خودسازی از طریق اخترشناسی، تاروت، پیشگویی و رمل می‌پرداخت. مرحله دوم که مرحله درونی نام داشت به تدریس سحر عملی نظیر خواندن ارواح، مسافرت فضایی و کیمیا می‌پرداخت. مرحله سوم که مرحله مخفی نام داشت دو مرحله پایینتر را مدیریت می‌کرد و با ارواح رئیس دو مرحله پایینتر در ارتباط بود.

## ریشه
ریشه این سازمان در تداریس عرفان مسیحی، قبالا، کابالا، هرمسیسم، دین مصر قدیم، فراماسونری، کیمیا، تئوسوفی، اخترشناسی، جادونامه‌ها، سیستم انوشی جان دی و ادوارد کلی بود.

### تاریخچه
اولین نوشتار پگاه زرین به نام متن کلید در زمان تأسیس آن به توصیف آیینهای قبالای هرمسی، اخترشناسی، تاروت، رمل و کیمیا می‌پردازد. این متن به دست ویلیام وین وستکات که فراماسون بود رسید و او موفق شد آن را درک کند. او به دوست خود ساموئل لیدل مکگرگور مترز پیشنهاد کرد که با هم لژی برای این سیستم ایجاد کنند. مترز به ویلیام وودمن دوست خود پیشنهاد کرد که به آن‌ها ملحق شود. اولین آیینهای پگاه زرین توسط این سه نفر ایجاد شد. اولین معبد پگاه زرین به نام معبد آیسیس-اورانیا در لندن در سال ۱۸۸۸ تأسیس شد. از ابتدا به زنان نیز اجازه داده شد که در این معبد عضو شوند. در اولین معبد آیینهای پگاه زرین شکل گرفت. در این معبد به سحر توجه زیادی نشد. بعد از این سه معبد دیگر به نام‌های معبد اوسیریس در وستون سوپر مار، معبد هوروس در برادفورد، معبد آمن-را در ادینبورگ ایجاد شدند. چند سال بعد مترز معبد اهاتور را در پاریس ایجاد کرد.

چلیپای گلگون.

### روسای مخفی
در این زمان ارتباط با ارواحی به نام روسای مخفی آغاز شد. مترز این آیینها را بر اساس نوشتارهای کریستین روزنکراز ایجاد کرد.

### دوران طلایی
در سال‌های ۱۸۹۰ پگاه زرین در انگلستان قدرت زیادی یافته بود و بیش از ۱۰۰ عضو داشت. بسیاری افراد مشهور در انگلستان نظیر فلورنس فر، مود گون، ویلیام باتلر ییتز، آرتور ماچن، اولین آندرهیل و آلیستر کراولی در آن عضو بودند. در سال ۱۸۹۶ وستکات ارتباط خود را با سازمان قطع کرد و آن را به مترز سپرد. در سال ۱۸۹۹ معبدهای آیسیس-اورانیا و آمن را با ریاست مترز و دوستی بیش از حد او با آلیستر کراولی مشکل پیدا کردند. عضویت کراولی در لندن تأیید نشد ولیکن مترز او را فوراً در معبد اهاتور در پاریس عضو کرد. بعد از اینکه مترز متوجه شد که طرفداران او بسیار کم هستند ادوارد بریج را به جانشینی خود منصوب کرد. بر اساس نوشته‌های اسرائیل ریگاردی پگاه زرین از سال‌های ۱۹۰۰ به آمریکا نیز کشیده شد و معبد توث-هرمس در شیکاگو تأسیس گردید. تا زمان جنگ جهانی اول حدود سه معبد در آمریکا تأسیس گردیدند. کارهای معبدها تا حدود سال ۱۹۷۰ ادامه داشتند تا اینکه بیشتر آن‌ها در اواخر دهه ۷۰ تعطیل شدند.